# 村上悠緋
村上 悠緋（むらかみ ゆうひ、2000年12月19日 - ）は、北海道函館市出身のプロサッカー選手。Jリーグ・愛媛FC所属。ポジションはフォワード（センターフォワード）。

## 来歴
函館市生まれで、函館市立中の沢小学校1年生の時にサッカーを始めた。函館桔梗サッカー少年団からフロンティアトルナーレSCに移り、北海道大谷室蘭高等学校を経て関東学院大学に進学した。
関東学院大学ではサッカー部が横浜F・マリノスと提携しているため、2年次から同クラブの練習に参加。また同年は関東大学サッカーリーグ戦2部で得点王に輝いた。3年次の2021年5月には横浜F・マリノスの一員としてJエリートリーグに参加、浦和レッドダイヤモンズ戦でハットトリックを達成した。同年7月に横浜F・マリノスへの加入が内定、同時に特別指定選手に登録された。関東学院大学から横浜F・マリノスに加入するのは富樫敬真以来2人目となった。
2022年も7月に特別指定選手に登録され、8月10日に行われた2022JリーグYBCルヴァンカップ・サンフレッチェ広島戦でハーフタイムに投入されて初出場を記録した。
2024年8月、徳島ヴォルティスに期限付き移籍。
2024年12月、徳島ヴォルティスより期限付き移籍期間の満了が発表され、愛媛FCに期限付き移籍をすることが発表された。

## 所属クラブ
- 函館桔梗サッカー少年団 (函館市立中の沢小学校)
- フロンティアトルナーレFC U-12 (函館市立中の沢小学校)
- フロンティアトルナーレFC U-15 (函館市立桔梗中学校)
- 2015年 - 2017年 北海道大谷室蘭高等学校
- 2018年 - 2022年 関東学院大学
  - 2021年 - 2022年 横浜F・マリノス (特別指定選手)
- 2023年 - 横浜F・マリノス
  - 2024年8月 - 同年12月 徳島ヴォルティス (期限付き移籍)
  - 2025年 - 愛媛FC (期限付き移籍)

## 個人成績
| 国内大会個人成績 | 国内大会個人成績 | 国内大会個人成績 | 国内大会個人成績 | 国内大会個人成績 | 国内大会個人成績 | 国内大会個人成績 | 国内大会個人成績 | 国内大会個人成績 | 国内大会個人成績 | 国内大会個人成績 | 国内大会個人成績 |
| 年度             | クラブ           | 背番号           | リーグ           | リーグ戦         | リーグ戦         | リーグ杯         | リーグ杯         | オープン杯       | オープン杯       | 期間通算         | 期間通算         |
| 年度             | クラブ           | 背番号           | リーグ           | 出場             | 得点             | 出場             | 得点             | 出場             | 得点             | 出場             | 得点             |
| 日本             | 日本             | 日本             | 日本             | リーグ戦         | リーグ戦         | リーグ杯         | リーグ杯         | 天皇杯           | 天皇杯           | 期間通算         | 期間通算         |
| ---------------- | ---------------- | ---------------- | ---------------- | ---------------- | ---------------- | ---------------- | ---------------- | ---------------- | ---------------- | ---------------- | ---------------- |
| 2022             | 横浜FM           | 45               | J1               | 0                | 0                | 1                | 0                | -                | -                | 1                | 0                |
| 2023             | 横浜FM           | 36               | J1               | 1                | 0                | 6                | 0                | 2                | 0                | 9                | 0                |
| 2024             | 横浜FM           | 38               | J1               | 4                | 0                | 0                | 0                | 2                | 0                | 6                | 0                |
| 2024             | 徳島             | 41               | J2               | 7                | 0                | -                | -                | -                | -                | 7                | 0                |
| 2025             | 愛媛             | 17               | J2               |                  |                  |                  |                  |                  |                  |                  |                  |
| 通算             | 日本             | 日本             | J1               | 5                | 0                | 7                | 0                | 4                | 0                | 16               | 0                |
| 通算             | 日本             | 日本             | J2               | 7                | 0                | -                | -                | -                | -                | 7                | 0                |
| 総通算           | 総通算           | 総通算           | 総通算           | 12               | 0                | 7                | 0                | 4                | 0                | 23               | 0                |

- 2021年、2022年は特別指定選手。

| 国際大会個人成績 | 国際大会個人成績 | 国際大会個人成績 | 国際大会個人成績 | 国際大会個人成績 |
| 年度             | クラブ           | 背番号           | 出場             | 得点             |
| AFC              | AFC              | AFC              | ACL              | ACL              |
| ---------------- | ---------------- | ---------------- | ---------------- | ---------------- |
| 2023-24          | 横浜FM           | 36               | 5                | 1                |
| 通算             | AFC              | AFC              | 5                | 1                |

出場歴
- Jリーグ初出場 - 2023年9月15日 J1第27節 サガン鳥栖戦 (ニッパツ三ツ沢球技場)
- Jリーグ初得点 - 2025年5月4日 J2第13節 V・ファーレン長崎戦 (PEACE STADIUM Connected by SoftBank)

## タイトル

### クラブ
横浜F・マリノス
- FUJIFILM SUPER CUP：1回（2023年）

### 個人
- 2020年 関東大学リーグ2部 得点王
- 2020年 関東大学リーグ2部 ベストイレブン

## 代表歴
関東B・北信越選抜
- 第35回デンソーカップチャレンジサッカー 熊谷大会 (2021年)